# 특별고등경찰
특별고등경찰(일본어: 特別高等警察 도쿠베쓰코토케이사쓰[*])은 창설된 1911년부터 1945년 폐지때까지 반체제적인 언론, 사상, 종교, 사회단체에 대한 사찰과 탄압을 행했던 일본의 비밀 경찰이다. 창설당시에는 공산주의자를 주사찰 대상으로 했지만, 점차 사찰 대상을 확대하여 전 사회적으로 사찰을 진행하였다. 조선에서도 여러 독립운동 색출과 탄압에 특별고등경찰이 나섰다. 약칭은 특고(일본어: 特高 톳코[*])라고 한다. "특별"이라는 말이 추가된 이유는 체제의 수호가 특별히 중요하다는 것을 강조한 것이었다.

## 설립계기
1911년 아나키스트 고도쿠 슈스이가 천황암살계획을 꾸몄던 사건이 발생한 이후, 경시청은 종래에 있었던 정치활동을 대상으로 한 고등경찰에서 분리하여, 사회운동을 대상으로 한 특별고등경찰과를 설치했다. 이것이 특별고등경찰의 출발이다. 이들은 지방장관과 경찰부장을 거치지 않고, 내무성 경보국 보안과의 직접 지휘를 받았다. 1913년 경시청관제가 개정되어, 특별고등경찰, 외사경찰, 노동쟁의조사의 3부분을 담당하는 과가 설치되었다.

## 역사

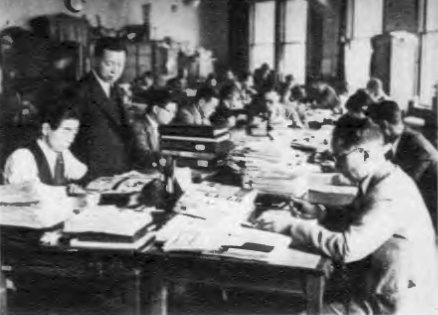
경시청 특별고등경찰부 검열과에 의한 검열작업, 1938년

일본공산당의 설립 다음해인 1923년에 오사카 부와 교토 부등의 주요 9부와 현의 경찰부에서도 특별고등과가 설립되었다. 1925년에는 치안유지법이 제정되어 단속의 법적 근거가 정비되었다. 3.15 사건이 발생하여 1928년에 "적화(赤化, 공산화)의 공포"가 일본내를 쉽쓸자, 전 현에 특별고등과가 설치되었다. 또 주요 경찰서에는 특별고등계가 설치되어 전국적인 조직이 확립되었다. 1932년 경시청의 특별고등경찰과는 특별고등경찰부로 승격되었다.
일본이 본격적으로 전시체제에 접어들자, 반전운동과 경제활동에 대한 탄압과 감시를 행하려고 하였다. 이것에 앞선 1933년에는 일본 프롤레타리아 문학의 대부였던 고바야시 다키지가 특별고등경찰의 고문에 의해 사망하였다. 제2차세계대전 중에는 잡지 《카이조》(改造)에 실린 논문을 문제삼아 언론을 탄압한 요코하마 사건 등을 일으키기도 하였다. 또한 "가마우지의 눈, 독수리의 눈(鵜の目鷹の目)"이라는 밀고망을 확장시켰다.
전후 1945년 10월 4일, 미점령사령부(GHQ)의 지시에 의해 특별고등경찰과 치안유지법은 폐지되었다. 특고경찰에 몸담았던 관료들은 거의 다른 기관과 마찬가지로 공직에서 추방되었다. 그러나 후에 GHQ의 공직추방의 처분은 해제되어서 특고 출신들은 자치성, 경시청, 공안조사청, 일본육영회 등의 상급기관으로 복직되었다. 또한 특고 경찰 중에 고문이나 인권유린 등으로 문책, 처벌의 대상이 된자는 없었다. 또한 냉전이 심화됨에 따라, GHQ는 일본내의 사회주의자들을 견제하기 위해 특고 경찰을 활용하는 정책으로 전환하였다. 그리하여 특고 경찰들은 다시한번 "바뀐 주인"으로부터 등용되어 당시 일본 내에서 심화되고 있던 좌익운동이나 노동운동을 막는 데 선봉이 되었다.

## 출신인물
특별고등경찰은 엘리트 집단이었기 때문에 명문대 출신의 학력을 가진 자가 많았으며, 그중 정계에 진출한 자도 많다. 중의원 41명, 참의원 13명이 그 출신이다. 그 중에서는 망언으로 1988년 한일관계에 파장을 일으킨 오쿠노 세이스케(奥野誠亮) 전 법무상도 있다. 그는 "과거 전쟁 때 일본은 침략의 의도가 없었으며, 침략전쟁을 한 것이 아니다", “위안부 강제연행 같은 것은 있을 수 없으며, 상관이 부하가 수십 명의 여성을 강간하는 것을 묵인했을 리가 없다”고 주장했다. 이밖에 특고출신인 아베 겐키는 전후에 자치대신을 지냈고, 마치무라 겐코는 기획원 대신을 역임하였다.

## 한국 독립운동의 탄압
한국 독립운동도 반체제 활동의 일환으로서 탄압의 대상이 되었다. 조선어학회 사건은 특고경찰이 조선어학회가 상하이 임시정부의 지령을 받고 있다고 조작하였고, 대거 조선어 학자들을 체포한 사건이다. 윤동주도 불온서적 소지혐의로 체포후 특고경찰의 취조를 받았다.

## 같이 보기
- 일본 헌병